# Аборты в Иордании
Аборт в большинстве случаев является незаконным в Иордании, где он криминализирован в соответствии со статьями 321–325 Уголовного кодекса Иордании.

## Обзор
Закон, основанный на законах колониальной Франции и Османской империи, криминализирует как человека, желающего сделать аборт, так и любого человека или медицинского работника, который помогает им в прерывании беременности. Закон действительно разрешает аборты для спасения жизни или сохранения здоровья человека, а в 1971 году был принят закон об общественном здравоохранении, который также разрешал аборты по причинам, связанным с психическим здоровьем.
Для тех, кто сделает аборт самостоятельно, наказание составляет от шести месяцев до трёх лет лишения свободы. Наказание за аборт, сделанный другому лицу, может варьироваться от года до трёх лет тюремного заключения; наказание может быть смягчено, если аборт произведён потомком или родственником до третьей степени родства с целью «спасти её честь». В случае смерти лица, сделавшего аборт, лицо, производившее аборт, приговаривается к временным каторжным работам на срок не менее пяти лет, а лицо, сделавшее женщине аборт без её согласия, приговаривается к каторжным работам на срок до десяти лет.
В 2008 году был принят закон об общественном здравоохранении, запрещающий врачам давать советы по поводу аборта, за исключением случаев, когда это необходимо для предотвращения угрозы жизни или здоровью беременной женщины. В 2021 году исследование, проведённое среди студентов-медиков Иорданского университета науки и технологий показало, что они в подавляющем большинстве придерживаются консервативных взглядов на аборты, при этом более трёх четвертей (76,8%) указали, что верят, что каждый зачатый ребенок имеет право родиться. 
Региональная обсерватория по насилию в отношении женщин и девочек на Ближнем Востоке отмечает, что закон Иордании об общественном здравоохранении криминализирует аборты, несмотря на другие законы, которые гарантируют право на сексуальное и репродуктивное здоровье. Некоторые женщины обходят строгие законы страны об абортах, используя онлайн-сервисы; Middle East Eye сообщил о женщинах, пользующихся услугами поставщиков таблеток для прерывания беременности, таких как Women On Web. Сообщалось также о повышении уровня небезопасных самопроизвольных абортов среди сирийцев в иорданских лагерях беженцев.

## Призывы к реформам
В 2017 году иорданский офис женской правозащитной организации Sisterhood is Global Institute (SIGI) призвал правительство изменить закон об абортах и разрешить прерывание беременности в случае изнасилования или инцеста. Организация сообщила, что, по данным Министерства юстиции, в период с 2009 по 2016 год в Иордании 49 женщин были заключены в тюрьму за аборты. 
С 1993 года по теме абортов также был вынесен ряд фетв, которые, по всей видимости, бросают вызов некоторым законам об общественном здравоохранении, в том числе указу 2014 года Иорданского совета по юриспруденции, который требовал, чтобы каждый случай аборта, запрошенного в результате изнасилования, или инцеста, должен оцениваться индивидуально.